# 心跳回憶 Drama Series
《心跳回憶 Drama Series》（日语：ときめきメモリアルドラマシリーズ），是科樂美（KONAMI）推出的戀愛模擬遊戲《心跳回憶》的3部外傳作品的系列名稱。本系列共有3部作品，分別是：①以虹野沙希為女主角的《Vol.1 虹色青春》，②以片桐彩子為女主角的《Vol.2 彩之戀曲》，③以藤崎詩織與館林見晴為女主角的《Vol.3 啟程之詩》。
本遊戲由科樂美電腦娛樂日本（Konami Computer Entertainment Japan）的小岛秀夫製作，在PlayStation（PS）及SEGA Saturn（SS）推出，唯只有SS版本在Vol.3時有限定版發售。

## 概要
《心跳回憶 Drama Series》是根據遊戲《心跳回憶～forever with you～》（下稱《～forever with you～》）內主角在高校生活的3年間裡，抽出其中一段短時間所發生的事情作為特寫，加以仔細描述故事情節。與《～forever with you～》不同，Drama Series只會集中描述主角與女主角之間的浪漫故事。 當中也有新登場的角色如秋穗實（秋穂みのり）、美咲鈴音等等，也有小時候的藤崎詩織出現。
《心跳回憶 Drama Series》3部作品均有特定女主角，而且副題中隱藏著女主角名字中的其中一個字，例如「啟程之詩」中的「詩」取自藤崎詩織。
《心跳回憶 Drama Series》人物設計並非小倉雅史，但畫風更精緻。

## 故事簡介

### Vol.1 虹色青春
Vol.1 虹色青春以虹野沙希為女主角，但本篇的其他角色（包括藤崎詩織）均會作為配角出現。故事舞台由主角高中第二年春天開始。主角原為學校足球部的正選隊員，但在高校二年級時被轉為後備隊員，目標是爭取在校際比賽中成為正選隊員；足球部經理虹野沙希為此替主角展開17天的特訓，也同時展開了主角和沙希的故事。

### Vol.2 彩之戀曲
Vol.2 彩之戀曲的女主角為片桐彩子。故事舞台為主角高中第二年的秋天，主角是校內的業餘樂隊「彩」的結他手。同時，秋季的文化祭即將舉行，「彩」會在文化祭中參與演出，主角則擔當新曲創作部份。期間，主角透過樂「彩」鍵盤手美咲鈴音，認識了美術部的片桐彩子。
故事的後段，主角得知彩子要到巴黎升學，而恰巧她上機的日子正是「彩」在文化祭演出之日。換言之，主角如要趕往機場送機，就必須放棄在文化祭的演出……

### Vol.3 啟程之詩
啟程之詩為該系列的最後一部作品，以藤崎詩織及館林見晴作女主角，也是首次以雙女主角的型式出現；但館林見晴在遊戲內為隱藏的女主角，需要進入特定劇情才會出現，從而進入「館林見晴篇」。故事發生時間為高校畢業前的2月，畢業考試後的主角正準備向藤崎詩織告白。主角打算在2月14日情人節向詩織告白，但正當主角鼓起勇氣把心裡說話講出來之際，詩織竟向主角說了一句「我們永遠都是青梅竹馬關係就好了」（いつまでも仲のいい友達でいてね），這句話令主角受到史無前例的衝擊。主角細想，自己到底這三年來做了些甚麼，是否浪費了時間？最後，主角發現他正是缺乏了魅力，於是他決定把心一橫，利用高中剩餘的時間，鍛鍊自己準備參加馬拉松。
與此同時，在某一天，對詩織非常失望的主角突然接到一通打錯的電話，對方稱要找田中先生。其後主角更發現，原來對方竟然跟他就讀同一所高校、同樣為三年級生，原來她就是……

## 主題曲
- 開場曲：
  - 主唱：金月真美　作詞：　作曲：
    - 成功進入遊戲後會自動播放一段動畫，此歌曲用作背景音樂。金月真美為藤崎詩織的配音員。
    - 此歌曲的長度與本篇開場曲「」是一樣的；但是伴奏並非與本篇開場曲一樣是MIDI伴奏，而是與《OVA純愛手札》一樣的現場伴奏。

### Vol.1 歌曲
- 結尾曲：
  - 主唱：虹野沙希　作詞：秋山奈津　作曲：小西真理
    - 此歌曲實際為虹野沙希的配音員菅原祥子所主唱，以虹野沙希的名義推出Single，同樣地也收錄於虹野沙希專輯《Over the rainbow》和Vol.1 原聲大碟。本系列的3部作品的結尾曲都由該集女主角的配音員所主唱，主要用於遊戲完結時的出現工作人員字幕畫面 (Credit Title) 時的背景音樂。

- 其他歌曲：
  - 主唱：丹下櫻　作詞、作曲：松浦有希　
    - 丹下櫻為秋穗實的配音員。

### Vol.2 歌曲
- 結尾曲1：「Tomorrow ～Beside you～」
  - 主唱：片桐彩子　作詞：秋山奈津　作曲：小西真理
- 結尾曲2：「Tomorrow ～See you～」
  - 主唱：片桐彩子　作詞：秋山奈津　作曲：小西真理
- 結尾曲3：「Tomorrow ～Only you～」
  - 主唱：片桐彩子　作詞：秋山奈津　作曲：小西真理
    - 結尾曲共有3個不同版本。以片桐彩子的名義作歌曲的主唱者，實際為片桐彩子的配音員川口雅代。

- 插曲1：
  - 主唱：片桐彩子　作詞：さゆ鈴、作曲：桐岡麻季
    - 遊戲中的插曲。推出Single時的版本為完全版 (Full Version)，收錄於Vol.2 原聲大碟的版本為遊戲內的版本 (Game Version)，兩版本稍有分別。

- 插曲2：
  - 主唱：丹下櫻　作詞：丹下櫻　作曲：宮島律子

- 其他歌曲1：「Hurry Up!」
  - 主唱：片桐彩子　作詞：　作曲：桐岡麻季

- 其他歌曲2：「Tears Angel」
  - 主唱：片桐彩子　作詞：　作曲：桐岡麻季

### Vol.3 歌曲
- 結尾曲1：
  - 主唱：藤崎詩織　作詞：秋山奈津　作曲：桐岡麻季
    - 藤崎詩織篇的結尾曲。在遊戲中段進入藤崎詩織篇，則在故事結局時播放此歌曲。和Drama Series前兩集的歌曲一樣，此歌曲是以藤崎詩織的名義收錄於Single「」、專輯「」、精選專輯「forever with you」及Vol.3的遊戲原聲大碟。

- 結尾曲2：
  - 主唱：館林見晴　作詞：秋山奈津　作曲：桐岡麻季
    - 館林見晴篇的結尾曲。在遊戲中段進入館林見晴篇，則在故事結局時播放此歌曲。館林見晴主唱也即是其配音員菊池志穗主唱。此歌曲並未有推出Single，只收錄於Vol.3的遊戲原聲大碟。

- 其他歌曲：
  - 主唱：金月真美　作詞：新谷早苗　作曲：桐岡麻季
    - 本歌曲在遊戲中未有出現，但收錄於Vol.3的遊戲原聲大碟。

## 衍生商品
《心跳回憶桌面程式集 虹色青春》（ときめきメモリアル デスクトップアクセサリー 虹色の青春）收錄Vol.1中虹野沙希的圖片、台詞，另附可用作Windows 95系統音效的虹野沙希語音與1個小遊戲。工作人員表如下：
- 製作人（プロデューサー）：大友貴司
- 導演：井手雅人
- 企劃：綾（Ａｙａ）
- 科樂美互動螢幕保護程式系統開發〔〕：綾（Ａｙａ）
- 程式設計（プログラム）：平田健治、井手雅人
- 圖像設計（グラフィックデザイン）：井手雅人
- 包裝及手冊設計（パッケージ＆マニュアルデザイン）：久留一郎（KCEJ）
- 螢幕保護程式設計（スクリーンセーバープログラム）：井上隆明、井手雅人
- 技術支援（技術サポート）：平田健治
- 特別感謝（SPECIAL THANKS）：山口正司、KCEJ虹色青春開發團隊（「虹色の青春　開発チーム」）
- 開發：KCGA Windows專案「南青山第壹足球社」（Winプロジェクト「南青山 第壱サッカー部」）

## 外部連結
- 《心跳回憶 Drama Series》 Vol.1 虹色青春 （页面存档备份，存于）（日語）
- 《心跳回憶 Drama Series》Vol.2 彩之戀曲 （页面存档备份，存于）（日語）
- 《心跳回憶 Drama Series》Vol.3 啟程之詩 （页面存档备份，存于）（日語）
- 《心跳回憶系列》官方網站 （页面存档备份，存于）（日語）